# Hobart B. Bigelow

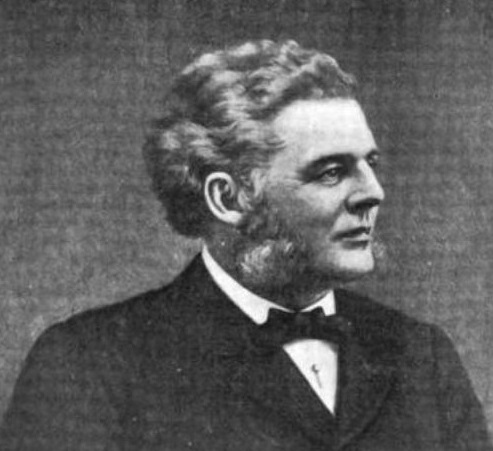
Hobart B. Bigelow

Hobart Baldwin Bigelow, född 16 maj 1834, död 12 oktober 1891, var en amerikansk politiker och guvernör i Connecticut.

## Tidigt liv
Bigelow föddes i North Haven, Connecticut. Han studerade vid South Egremont Academy i Massachusetts. Han lämnade sina studier 1851 och utbildade sig sedan inom maskinindustrin i Guilford, Connecticut hos lokala företag. Han blev en ledande tillverkare av pannor och tunga maskiner. Han köpte Bigelow Manufacturing Company 1861, som senare kom att verka under namnet H.B. Bigelow & Co. Han var företagets verkställande direktör resten av sitt liv.

## Politisk karriär
Bigelow var medlem i Republikanerna. Han var ledamot av fullmäktige i New Haven från 1863 till 1876. Sedan var han borgmästare i New Haven från 1879 till 1881. Han var även ledamot av Connecticuts representanthus 1875.
Bigelow valdes till guvernör i Connecticut den 2 november 1880. Han tillträdde ämbetet den 5 januari 1881 som efterträdare till sin partikamrat Charles B. Andrews. Under hans mandatperiod infördes en lag som förbjöd bedrägliga valprocedurer och regler infördes som påbjöd att företag med tolv eller fler anställda skulle ha nödutgångar. Storrs Agricultural School grundades och värderingarna av ömsesidiga livförsäkringsbolag skrevs ned.
Mandatperioden för guvernörer i Connecticut var två år vid den tiden. Bigelow lämnade posten som guvernör efter en mandatperiod, den 3 januari 1883, och drog sig tillbaka från det offentliga. Han efterträddes av demokraten Thomas M. Waller.
Han avled den 12 oktober 1891.